# Rogač
Rogač (tudi veliki rogač; znanstveno ime Lucanus cervus) je velik hrošč črno-rjave barve iz družine rogačev, ki živi v Južni, Srednji in Zahodni Evropi, opazili pa so ga tudi že v južnem delu Švedske, Angliji in vzhodno do Anatolije ter Sirije. Je največji evropski hrošč, odrasle živali dosežejo od 25 do 85 mm dolžine. Ime je dobil po ogromnih čeljustih samcev, ki izgledajo kot jelenji rogovi (lat. cervus = jelen).
Kljub grozečem videzu pa ogromne čeljusti (natančneje gre za povečane mandibule) niso nevarne. Uporabljajo jih samci za ritualizirane borbe za teritorij in samice. Čeljusti slednjih so majhne, obstajajo pa tudi samci, katerim se ne razvijejo do polne velikosti. Aktivni so v mraku v pomladnih mesecih, takrat samci z zamolklim brenčanjem letajo naokrog in iščejo samice.
Njihov razvoj traja 4 leta. Ličinke vrtajo po trhlem lesu odmrlih ali odmirajočih dreves, so črvaste oblike z značilno oranžno glavo in prav tako močnimi čeljustmi. Nato se zabubijo v zemlji za tri mesece in na koncu kot odrasle živali odletijo. Odrasli se prehranjujejo z rastlinskimi sokovi, do katerih pridejo tako, da s čeljustmi zarežejo v lubje. Samci imajo zaradi nerodnih mandibul s tem težave, zato so večkrat odvisni od samic.

## Ogroženost in varstvo
Zaradi odstranjevanja odmrlih dreves, s katerimi se hrani, iz gozdov prihaja do krčenja njegovega habitata, zaradi česar je rogač ogrožen v večjem delu območja razširjenosti. Dodatno ga ogrožajo pesticidi ter dejstvo, da ima dolg generacijski čas, s tem pa počasnejše razmnoževanje.
V evropski Direktivi o habitatih je rogač uvrščen v prilogo II - vrste, katerih habitate se varuje. Zaščiten je tudi po določilih bernske konvencije, kjer je uvrščen v prilogo III (zaščitene živalske vrste).

## Galerija
- Lucanus cervus
- Samica
- Variabilnost odraslih rogačev